# Escou (Fluss)
Der Escou ist ein kleiner Fluss in Frankreich, der im Département Pyrénées-Atlantiques in der Region Nouvelle-Aquitaine verläuft. Er entspringt im nördlichen Gemeindegebiet von Buzy unter dem Namen Poun Débat, entwässert generell in nordwestlicher Richtung durch die historische Provinz Béarn und mündet nach rund 17 Kilometern an der Gemeindegrenze von Oloron-Sainte-Marie und Estos als rechter Nebenfluss in den Gave d’Oloron. Im Oberlauf quert der Fluss die Bahnstrecke Pau–Canfranc.

## Orte am Fluss
(Reihenfolge in Fließrichtung)
- La Gare, Gemeinde Buzy
- Lapeyre, Gemeinde Buziet
- Hameau des Fontaines, Gemeinde Ogeu-les-Bains
- Escou
- Escout
- Précilhon
- Goès
- Oloron-Sainte-Marie
- Maury, Gemeinde Estos